# 비드맨
1994년부터 타카라토미에서 만들고 있는 완구와 애니메이션 시리즈. 일본 명칭은 비다맨(ビーダマン/B-Daman).
구슬(비드)을 발사하는 2~3등신의 로봇을 다루는 시리즈이다.
이름은 유리 구슬을 뜻하는 ビーダマ(비-다마)와 man을 뜻하는 マン(만)을 합친 말.

## 작품 목록
- 수퍼 구슬탄(爆球連発!!スーパービーダマン) (1996년 ~ 2001년, 전15권(만화), 전18화(애니메이션(1999년)) (작가: 이마가 슌(今賀俊)) (출판사: 쇼가쿠칸(일본), 대원씨아이(한국)) (대회 운영: JBA(Japan B-daman Association) (원판)/KBA(Korea Beadman Association) (한국어판))
- 구슬대전 배틀비드맨/천하통일 파이어비드맨(B-伝説!バトルビーダマン) (2004년 ~ 2005년, 전103화(제1기(2004년): 전52화 / 제2기(2005년): 전51화)) (비드맨 10주년 기념작) (원작: 이누키 에이지(犬木栄治)) (애니메이션 제작: SynergySP(일본), 희원엔터테인먼트(한국)) (광고 대행사: 요미우리 광고사) (방송사: TV 도쿄(일본), KBS(한국)) (대회 운영: JBA(Japan B-daman Association) (원판)/KBA(Korea Beadman Association) (한국어판))
- 천하무적 크래쉬비드맨(爆球Hit!クラッシュビーダマン) (2006년, 전50화) (비드맨의 흑역사) (원작: 쿠라타니 토모야(倉谷友也)) (애니메이션 제작: SynergySP(일본), 희원엔터테인먼트(한국)) (광고 대행사: 요미우리 광고사) (방송사: TV 도쿄(일본), KBS(한국)) (대회 운영: JBA(Japan B-daman Association) (원판)/KBA(Korea Beadman Association) (한국어판))
- 크로스파이트 비드맨(クロスファイト ビーダマン) (2012년 ~ 2013년, 전104화(제1기(2012년): 전52화 / 제2기(2013년): 전52화)) (애니메이션 제작: SynergySP) (방송사: TV 도쿄(일본), 투니버스(한국)) (시대 설정: 서기 20XX년) (대회 운영: WBMA(World B-daMan Association))
- 보틀맨(キャップ革命 ボトルマン) (2021년 ~ 2023년, 전76화(웹 애니메이션판(2021년): 전25화 / TV 애니메이션(2022년 ~ 2023년): 전51화)) (비드맨의 리부트) (애니메이션 제작: GAINA) (방송사(TV 애니메이션판): TV 도쿄(일본), 투니버스(한국)) (대회 운영: BMBC (웹 애니메이션판)/BMA(BottleMan Association) (TV 애니메이션판))

봄버맨 비드맨
- 구슬동자/빅토리 구슬동자(Bビーダマン爆外伝) (1998년 ~ 2000년, 전98화(제1기(1998년 ~ 1999년): 전48화 / 제2기(1999년 ~ 2000년): 전50화)) (애니메이션 제작: 매드하우스) (광고 대행사: 도큐 에이전시) (방송사: TV 아사히(일본), SBS(한국))

## 비드맨 목록

### 수퍼 구슬탄(爆球連発!!スーパービーダマン) (1996년 ~ 2001년) (작가: 이마가 슌(今賀俊)) (대회 운영: JBA(원판)/KBA(한국어판))
기백팀(チームガッツ)
- 파이팅 피닉스(ファイティングフェニックス) → 배틀 피닉스(バトルフェニックス) → 컴뱃 피닉스(コンバットフェニックス) → 가디언 피닉스(ガーディアンフェニックス) → 뱅가드 피닉스(バンガードフェニックス) (강탄(戸坂玉悟)(주인공)의 비드맨) (PI-EX 퍼펙트 모드 전용 파츠(컴뱃 피닉스): 메가 캐넌 윙(メガキャノンウイング)) (E-Unit 퍼펙트 모드 전용 파츠(뱅가드 피닉스): 버스터 캐넌 암(バスターキャノンアーム)) (첫등장: 3권 (출시일: 1997년 1월 28일))
- 와일드 와이번(ワイルドワイバーン) → 밸리언트 와이번(バリアントワイバーン) → 스프레드 와이번(スプレッドワイバーン) → 플래시 와이번(フラッシュワイバーン) (조준(西部丸馬)의 비드맨) (PI-EX 퍼펙트 모드 전용 파츠(스프레드 와이번): 쇼트 스트로크 코어(ショートストロークコア)) (첫등장: 4권 (출시일: 1997년 7월 28일))
- 스태그 스핑크스(スタッグスフィンクス) → 파워드 스핑크스(パワードスフィンクス) (사라(サラー)(아랍 연맹 출신)의 비드맨) (첫등장: 4권 (출시일: 1997년 7월 28일))
- 블래스트 그리폰(ブラストグリフォン) → 팬텀 그리폰(ファントムグリフォン) → 미라쥬 그리폰(ミラージュグリフォン) (빌리 황(風間美利)의 비드맨) (PI-EX 퍼펙트 모드 전용 파츠(팬텀 그리폰): 건 그립 트리거(ガングリップトリガー)) (E-Unit 퍼펙트 모드 전용 파츠(미라쥬 그리폰): 파워 블레이드 암&파워 트리거 코어(パワーブレードアーム&パワートリガーコア)) (첫등장: 7권 (출시일: 1998년 11월 28일))
- 헌팅 링크스(ハンティングリンクス) (허도규(飛田猫丸)의 비드맨) (첫등장: 8권 (출시일: 1999년 2월 24일))

전사의 왕(キングビーダーズ) (악역)
- 케니히 케르베로스(ケーニッヒケルベロス) → 스톡 케르베로스(スタッグケルベロス) (마용수(伊集院圧政)의 비드맨) (첫등장: 6권 (출시일: 1998년 6월 27일))
- 융커 유니콘(ユンカーユニコーン) (조명기(北条明)의 비드맨) (첫등장: 6권 (출시일: 1998년 6월 27일))
- 아이언 사이클롭스(アイアンサイクロプス) (기부남(早乙女基夫)의 비드맨) (첫등장: 6권 (출시일: 1998년 6월 27일))

라이벌 비더들
- 노틸러스 포세이돈(ノーチラスポセイドン) (최해인(村上海人)의 비드맨) (첫등장: 7권 (출시일: 1998년 11월 28일))
- 버닝 아틀라스(バーニングアトラス) (조준명(我猛トキオ)의 비드맨) (첫등장: 10권 (출시일: 1999년 11월 27일))

돌풍팀(シャイニングウォリアーズ)
- 기가 샐러맨더(ギガサラマンダー) (왕대만(円大作)의 비드맨) (PI-EX 퍼펙트 모드 전용 파츠: 기가 버스트 코어(ギガバーストコア)) (첫등장: 10권 (출시일: 1999년 11월 27일))
- 쿨 헬리오스(クールヘリオス) (고원명(高原命)의 비드맨) (PI-EX 퍼펙트 모드 전용 파츠: 스매시 트리거(スマッシュトリガー)) (첫등장: 11권 (출시일: 2000년 3월 28일))
- 크림슨 기간트(クリムゾンギガント) (오대구(高尾天空)의 비드맨) (PI-EX 퍼펙트 모드 전용 파츠: 버스트 트리거(バーストトリガー)) (첫등장: 12권 (출시일: 2000년 8월 28일))
- 블레이드 오로치(ブレードオロチ) (신태산(草薙たける)의 비드맨) (PI-EX 퍼펙트 모드 전용 파츠: 롤러 트리거(ローラートリガー)) (첫등장: 12권 (출시일: 2000년 8월 28일))

다크 매터(ダークマター) (악역)
- 유나이티드 제미니(ユナイテッドジェミニ) (민태호(津印)의 비드맨) (첫등장: 13권 (출시일: 2001년 1월 27일))
- 퍼스트 오라이온(バーストオライオン) (독고진(伴太)의 비드맨) (첫등장: 13권 (출시일: 2001년 1월 27일))
- 게틀링 포트리스(ギャラクシーフォートレス) (김상주(銀河)의 비드맨) (첫등장: 14권 (출시일: 2001년 6월 28일))
- 스팅거 스콜피언스(スティンガースコーピアス) (마상혁(高原マダラ)(고원명의 형제)의 비드맨) (E-Unit 퍼펙트 모드 전용 파츠: 스매시 트리거 코어(スマッシュトリガーコア)) (첫등장: 15권(마지막권) (출시일: 2001년 11월 28일)) (최종보스)

### 구슬대전 배틀비드맨/천하통일 파이어비드맨(B-伝説!バトルビーダマン) (2004년 ~ 2005년) (비드맨 10주년 기념작) (원작:이누키 에이지(犬木栄治)) (대회 운영: JBA(원판)/KBA(한국어판))
- 코발트 블레이드(コバルトブレード) → 코발트 세이버(コバルトセイバー) → 코발트 세이버 파이어(コバルトセイバーファイヤー) → 코발트 블라스터(コバルトブラスター) (파워 타입) (강토(大輪ヤマト)(주인공)의 비드맨) (스트라이크 샷(코발트 세이버 파이어 → 코발트 블라스터): 드라이브 탄(ドライブ弾), 스텔스 드라이브 탄(ステルスドライブ弾), 레전드 드라이브 탄(レジェンドドライブ弾)) (첫등장: 1기(2004년))
- 크롬 재퍼(クロムゼファー) → 크롬 레반(クロムレヴァン) → 크롬 레반 사이클론(クロムレヴァンサイクロン) → 크롬 해리어(クロムハリアー) (연사 타입) (그레이 미카엘 빈센트(グレイ・マイケル・ビンセント)의 비드맨) (스트라이크 샷(크롬 레반 사이클론 → 크롬 해리어): 스피드 탄(スピード弾)) (첫등장: 1기(2004년))
- 헬리오 브레이커(ヘリオブレイカー) (파워 타입) (산초(ブル・ボーグナイン)의 비드맨) (첫등장: 1기(2004년))
- 슈퍼 드래곤(爆烈龍) → 슈퍼 드래곤킹(超龍王) → 뉴 슈퍼 드래곤킹(超星龍) (컨트롤X연사 타입) (윤파 형제(ユンファ兄弟)(웬&리(ウェン&リー))의 비드맨) (스트라이크 샷(슈퍼 드래곤킹 → 뉴 슈퍼 드래곤킹): 메탈 스파이크 탄(メタルスパイク弾)) (첫등장: 1기(2004년))
- 윙 쉐도우(翼影丸) → 윙 스워드(翼刃丸) → 윙 썬더 스워드(翼刃雷撃丸) (밸런스 타입) (스카이(燕ツバメ)의 비드맨) (스트라이크 샷(윙 스워드 → 윙 썬더 스워드): 분신 탄(分身弾)) (첫등장: 1기(2004년))
- 블러디 카이저(ブラッディカイザー) → 블레이징 카이저(ブレイジングカイザー) → 배리어블 카이저(ヴァリアブルカイザー) (파워 타입) (염주(炎呪)의 비드맨) (스트라이크 샷(블레이징 카이저 → 배리어블 카이저): 블랙 드라이브 탄(ブラックドライブ弾)) (첫등장: 1기(2004년))
- 아슬 레온(アクセルレオン) (연사 타입) (앗사드(アッサード)의 비드맨) (첫등장: 1기(2004년))
- 피닉스(鳳凰丸) → 피닉스 2(鳳凰不動丸) (파워 타입) (클라우드(丈鉄之助)의 비드맨) (첫등장: 1기(2004년))
- 실드 기가(シールドギガ) (컨트롤 타입) (슬라이(スライ)의 비드맨) (첫등장: 1기(2004년))
- 드래고게일(ドラゴゲイル) (밸런스 타입) (조슈아(ジョシュア)의 비드맨) (첫등장: 1기(2004년))
- 나이트 캐블리(ナイトキャバリー) → 블랙 나이트(ブラックナイト) → 로드 캐블리(ロードキャバリー) (파워X연사 타입) (카인 맥더널(カイン・マクダネル・ルース)의 비드맨) (첫등장: 1기(2004년))
- 가넷 윈드(ガーネットウインド) (컨트롤 타입) (리에나 그레이스 빈센트(リエナ・グレース・ビンセント)(그레이의 자매)의 비드맨) (스트라이크 샷: 바운드 탄(バウンド弾) (완구 미출시)) (첫등장: 1기(2004년)) (완구 미출시)
- 메가 디아브로스(メガディアブロス) (DHB 타입) (피어스(ビアス)의 비드맨) (1기(2004년)의 최종보스)
- 길 스콜피온(ギルスコーピオン) (연사 타입) (하리(ハジャ)의 비드맨) (스트라이크 샷: 랜덤 탄(ランダム弾)) (첫등장: 2기(2005년))
- 브레이크 오가(ブレイクオーガ) (파워 타입) (칸노스(ガンノス)의 비드맨) (스트라이크 샷: 메탈 탄(メタル弾)) (첫등장: 2기(2005년))
- 리볼버 하데스(リボルバーハデス) → 개틀링 하데스(ガトリングハデス) (퍼펙트 타입) (아큘라스(アキュラス)의 비드맨) (스트라이크 샷: 스텔스 탄(ステルス弾) → 다크 스텔스 탄(ダークステルス弾)) (첫등장: 2기(2005년)) (만화판의 최종보스)
- 고 타이거(剛大牙) (파워X연사 타입) (키브(キバ)의 비드맨) (스트라이크 샷: 스파이크 탄(スパイク弾)) (첫등장: 2기(2005년))
- 임팩트 샤크(インパクトシャーク) (파워X컨트롤 타입) (니키(ジンベエ)의 비드맨) (스트라이크 샷: 임팩트 탄(インパクト弾)) (첫등장: 2기(2005년))
- 골든 썬더(ゴールデンサンダー) (에쿠스(エクウス)의 비드맨) (첫등장: 2기(2005년)) (완구 미출시)
- 플라티나 윈드(プラチナウィンド) (페레스(フェレス)(에쿠스의 자매)의 비드맨) (첫등장: 2기(2005년)) (완구 미출시)
- 디스트로이 드래곤(デストロイドラゴン) (게르데빌(ゲルデウザー)의 비드맨) (스트라이크 샷: 얼티밋 가디엄 탄(アルティメットガディウム弾) (완구 미출시)) (2기(2005년)의 최종보스)

### 천하무적 크래쉬비드맨(爆球Hit!クラッシュビーダマン) (2006년) (비드맨의흑역사) (원작: 쿠라타니 토모야(倉谷友也)) (대회 운영: JBA(원판)/KBA(한국어판))
강찬와 친구들
- 매그넘 이프리트(マグナムイフリート) → 저스티스 이프리트(ジャスティスイフリート) (파워 타입) (강찬(玉賀必人)(주인공)의 비드맨) (크래쉬 웨폰: 그레네이드 샷(グレネードショット) → 메가 그레네이드(メガグレネード))
- 브리츠 가루다(ブリッツガルーダ) → 마하 가루다(マッハガルーダ) (연사 타입) (로이(月野コン太)의 비드맨) (크래쉬 웨폰: 트리플 런처(トリプルランチャー) → 비트 런처(ビートランチャー))
- 발 타우로스(バルタウロス) → 어설트 타우로스(アサルトタウロス) (컨트롤 타입) (록키(真田銃兵衛)의 비드맨) (크래쉬 웨폰: 트리플 런처(トリプルランチャー) → 비트 런처(ビートランチャー))
- 슈트롬 그리폰(シュトロムグリフォン) (밸런스 타입) (칼마(神岡テルマ)(만화판에서는 쉐도우 그룹의 비더)의 비드맨) (크래쉬 웨폰: 와이드 캐넌(ワイドキャノン))
- 레이브 페가서스&셰이드 와이번(レイヴペガサス&シェイドワイバーン) → 이클립스 드래곤(エクリプスドラゴン)(샤이닝 페가서스(シャイニングペガサス) + 리플렉트 와이번(リフレクトワイバーン)) (파워X연사 타입) (카리스(蔵木コドウ)(쉐도우 그룹의 반역자)(만화판에서는 쉐도우 그룹의 비더)의 비드맨) (크래쉬 웨폰: 리로드 런처(リロードランチャー) → 하이브리드 캐넌(ハイブリッドキャノン))

쉐도우 그룹(西園寺コンツェルン) (악역)
- 이블 리바이오스(イーブルリヴァイオス) (연사 타입) (비토(岡大蔵)의 비드맨) (크래쉬 웨폰: 판처 파우스트(パンツァーファウスト))
- 아이언 오딘(アイアンオーディン) (컨트롤 타입) (가론(竹市伴平)의 비드맨) (크래쉬 웨폰: 트릭 캐넌(トリックキャノン))
- 엠퍼러 드래곤(エンペラードラゴン) (파워 타입) (헬맨(鬼田一機)의 비드맨) (〈코로코로 코믹 오리지널 비드맨 디자인 경연대회 (コロコロコミック オリジナルビーダマンデザインコンテスト)〉의 승리자)
- 얼티메이트 바함트(アルティメットバハムート) (퍼펙트 타입) (안토니(荒崎キョウスケ)의 비드맨) (크래쉬 웨폰: 하이브리드 캐넌(ハイブリッドキャノン)) (최종보스)

### 크로스파이트 비드맨(クロスファイト ビーダマン) (2012년 ~ 2013년) (시대 설정: 서기 20XX년) (대회 운영: WBMA)
- CB-01 액셀 드라시안(アクセル=ドラシアン) → CB-72 라이징 드라시안(ライジング=ドラシアン) (파워 타입) (강미르(龍々崎カケル)(주인공)의 비드맨) (버전업 파츠(라이징 드라시안): CB-73 매그넘 암(マグナムアーム), 구극 레그(究極レッグ) (완구 미출시)) (첫등장: 1기(2012년))
- CB-02 원사이드 샤크(ワンサイド=シャークス) (연사 타입) (카이트(鮫島カイト)의 비드맨) (첫등장: 1기(2012년))
- CB-06 스티어 이글(ステア=イグル) → CB-59+CB-60 아크로스 이글(アクロス＝イグル) (컨트롤 타입) (채공명(鷲村ユキヒデ)의 비드맨) (첫등장: 1기(2012년))
- CB-08 리브 드라비스(レブ=ドラヴァイス) → CB-51 소닉 드라비스(ソニック=ドラヴァイス) (연사 타입) (고요한(白銀スバル)의 비드맨) (첫등장: 1기(2012년))
- CB-12 토크 베어(トルク=ベアーガ) (파워 타입) (고대웅(月輪ゴウイチロウ)의 비드맨) (첫등장: 1기(2012년))
- CB-14 롤 스콜피온(ロール=サソード) → CB-70+CB-71 마하 스콜피온(マッハ=サソード) (연사 타입) (슈몬(蠍宮シュモン)의 비드맨) (첫등장: 1기(2012년))
- 원사이드 래빗(ワンサイド=ラビット) (연사 타입) (나미(稲葉ナツミ)의 비드맨) (첫등장: 1기(2012년)) (완구 미출시)
- 스티어 스왈로(ステア=スワロー) (컨트롤 타입) (천루리(天宝院ルリ)의 비드맨) (첫등장: 1기(2012년)) (완구 미출시)
- CB-15 스트로크 코브라(ストローク=オロチ) (컨트롤 타입) (레이저(巻レイジ)의 비드맨) (첫등장: 1기(2012년))
- CB-24 스핀 라이온(スピン=レオージャ) → CB-79+CB-80 제트 라이온(ジェット=レオージャ) (파워 타입) (레오(来堂オウガ)의 비드맨) (첫등장: 1기(2012년))
- CB-26 포스 드라그렌(フォース=ドラグレン) → CB-76 어썰트 드라그렌(アサルト=ドラグレン) (컨트롤 타입) (카인(焔ナオヤ)의 비드맨) (첫등장: 1기(2012년))
- CB-32 라운드 타이거(ラウンド=タイガル) (연사X컨트롤 타입) (호야(渡ダイキ)의 비드맨) (첫등장: 1기(2012년))
- CB-35 트윈 드라제로스(ツイン=ドラゼロス) → CB-66 스트림 드라제로스(ストリーム=ドラゼロス) (스폐셜 타입) (바사라(黒渕バサラ)의 비드맨) (첫등장: 1기(2012년))
- CB-38 트리프트 피콕(ドリフト=ジャッカー) (스폐셜 타입) (오스칼(神扇アスカ)의 비드맨) (첫등장: 1기(2012년))
- CB-41 버스트 바이슨(バースト=バイソン) (파워 타입) (와일드 쿤(荒野グン)의 비드맨) (첫등장: 1기(2012년))
- CB-43 스매시 드라골드(スマッシュ=ドラゴルド) (스폐셜 타입) (황유지(皇リュウジ)의 비드맨) (1기(2012년)의 최종보스)
- CB-47 로딩 다일스(ローディング=ダイルス) (연사 타입) (알바 코코두로(アルバ・ココドゥロ)의 비드맨) (첫등장: 1기(2012년))
- CB-50 드라이브 가루번(ドライブ=ガルバーン) (파워X연사 타입) (주강민(御代カモン)의 비드맨) (버전업 파츠: CB-58 캐넌 암(キャノンアーム), CB-69 블래스트 암(ブラストアーム), CB-83 얼티밋 암&얼티밋 메일(アルティメットアーム&アルティメットメイル)) (첫등장: 2기(2013년))
- CB-52 슬롯 비들(スロット=ビードル) (컨트롤 타입) (한이빈(蜂須賀ミツル)의 비드맨) (첫등장: 2기(2013년))
- CB-57 건락 울그(ガンロック=ヴォルグ) (파워 타입) (독고준영(拝カゲロウ)의 비드맨) (첫등장: 2기(2013년))
- CB-61 크라이스 레이드라(クライス=レイドラ) (컨트롤 타입) (백후겸(不知火ビャクガ)의 비드맨) (버전업 파츠: CB-62 버스터 레그(バスターレッグ)) (첫등장: 2기(2013년))
- CB-00 스파이크 피닉스(スパイク=フェニックス) (파워 타입) (파이팅 피닉스(수퍼 구슬탄)의 크로스파이트 버전) (첫등장: 2기(2013년))
- CB-78 게틀링 데스쉘(ガトリング=デスシエル) (연사 타입) (현우진(闇黒寺ゲンタ)의 비드맨) (버전업 파츠: CB-77 대시 스태빌라이저(ダッシュスタビライザー)) (첫등장: 2기(2013년))
- 다이나 트리플레스(ダイナ=トリプレス) (파워 타입) (류도훈(角突リュウドウ)의 비드맨) (첫등장: 2기(2013년)) (완구 미출시)
- CB-82 트리플 길루전(トリプル=ギルシオン) (스폐셜 타입) (주시우(御代リョーマ)(주강민의 형제)의 비드맨) (2기(2013년)의 최종보스)

### 보틀맨(キャップ革命 ボトルマン) (2021년 ~ 2023년) (비드맨의 리부트) (대회 운영: BMBC(웹 애니메이션판)/BMA(TV 애니메이션판))
웹 애니메이션판 (2021년)
- BOT-01 콜라맨(コーラマル) (콜라) (파워 타입) (최탄(甲賀コータ)(주인공)의 보틀맨)
- BOT-02 아쿠맨(アクアスポーツ) (이온 음료) (스피드 타입) (김이온(帆狩リョウ)의 보틀맨)
- BOT-03 녹차맨(ギョクロック) (녹차) (컨트롤 타입) (차보성(大井ゴエモン)의 보틀맨)
- BOT-06 한타맨(ワンダーグレープ) (포도 소다) (파워 타입) (한타(峰崎ハンタ)의 보틀맨)
- BOT-10 드래곤 라떼(ブレンドラゴン) (밀크 커피) (파워X스피드 타입) (무도우 형제(武闘兄弟)(강하안&강인한(ユキジ&ジョージ))의 보틀맨) (배틀 캡: 스피드 캡(スピードキャップ), 메탈 캡(メタルキャップ)) (최종보스)

TV 애니메이션판 (2022년 ~ 2023년)
- BOT-28 콜라맨 DX(コーラマルDX) → BOT-42 콜라맨 에너지(コーラマル・エナジー) (코카콜라X봉황자리) (파워 타입) (최탄(甲賀コータ)(주인공)의 보틀맨)
- BOT-29 아쿠맨 DX(アクアスポーツDX) (포카리 스웨트X물병자리) (스피드 타입) (김이온(帆狩リョウ)의 보틀맨)
- BOT-30 라이플가디완맨(ライフルガーディワン) (체리오 라이프가드X사냥개자리) (컨트롤 타입) (구명인(宇佐美セイメイ)의 보틀맨)
- BOT-34 레이드 브레이브(レイドブレイブ) (레드불X황소자리) (파워 타입) (남우혁(赤牛ツバサ)의 보틀맨)
- BOT-35 닥페피온(レイドブレイブ) (닥터페퍼X전갈자리) (스피드 타입) (박사향(葉加瀬カオリ)의 보틀맨)
- BOT-36 어스롤러(アースローラー) (니치레이 아세로라X게자리) (컨트롤 타입) (안로랑(亜末ローランド)의 보틀맨)
- BOT-37 C.C.레온 DX(C.C.レオンDX) (C.C.레몬X사자자리) (스피드 타입) (금사진(金土師レオ)의 보틀맨)
- BOT-39 케르펩스 DX(ケルペプスDX) (펩시X천칭자리) (파워 타입) (이시몬(伊獣院シマン)의 보틀맨)
- BOT-39 그린티글(アヤワシ) (아야타카X독수리자리) (스피드 타입) (강새록(江原田アヤタ)의 보틀맨)
- BOT-40 애로우 사이더(アロサイダー) (미츠야 사이다X궁수자리) (컨트롤 타입) (민시원(宰田ミツヤ)의 보틀맨)
- BOT-41 탄사탄 DX(タンサターンDX) (THE 탄산X염소자리) (파워 타입) (장상태(斬サンタ)의 보틀맨)
- BOT-43 로열 그리폰(ロイヤルグリフォン) (홍차화전X쌍둥이자리) (컨트롤X스피드 타입) (홍백(紅ハク)의 보틀맨)
- BOT-44 드래고지나(ドラゴジーナ) (오랑지나X용자리) (멀티 타입) (시트러스(シトラス)의 보틀맨) (최종보스)
- BOT-45 발하스(ヴァルハス) (이로하스X처녀자리) (스피드X컨트롤 타입) (이샘물(水野イロハ)의 보틀맨)